# Liste der Kulturgüter in Chexbres
Die Liste der Kulturgüter in Chexbres enthält alle Objekte in der Gemeinde Chexbres im Kanton Waadt, die gemäss der Haager Konvention zum Schutz von Kulturgut bei bewaffneten Konflikten, dem Bundesgesetz vom 20. Juni 2014 über den Schutz der Kulturgüter bei bewaffneten Konflikten sowie der Verordnung vom 29. Oktober 2014 über den Schutz der Kulturgüter bei bewaffneten Konflikten unter Schutz stehen.
Objekte der Kategorie A sind im Gemeindegebiet nicht ausgewiesen, Objekte der Kategorie B sind vollständig in der Liste enthalten, Objekte der Kategorie C fehlen zurzeit (Stand: 13. Oktober 2021).

## Kulturgüter
| Foto | | Objekt | Kat. | Typ | Standort                                       | Beschreibung |
| ---- | --- | --- | ---- | --- | ---------------------------------------------- | ------------ |
| BW   | Datei hochladen · Wikidata zu Das Grande-Maison mit Nebengebäude, Backofen und zwei überdachten Springbrunnen (Q29890673) | La Grande-Maison mit Nebengebäude, Backofen und zwei überdachten Springbrunnen / La Grande-Maison avec dépendance, four et deux fontaines couvertes KGS-Nr.: 5996 | B    | G   | Grand-Rue 9 / Rue du Cotterd 1 549238 / 148001 |              |
| ja   | Datei hochladen · Wikidata zu Haus von Crousaz (Q29890675)                                                                | Maison de Crousaz KGS-Nr.: 5997 | B    | G   | Rue du Bourg-de-Crousaz 14 549334 / 148149     |              |